# Richard Nemec
Richard Nemec (Bratislava, 3 maggio 1972) è un pallavolista slovacco.